# Pasarela de la Cartuja
De Pasarela de la Cartuja is een brug over de Guadalquivir in de Spaanse stad Sevilla. De brug werd in 1991 gebouwd naar aanleiding van de Expo '92 en verbindt het stadscentrum met de wijk Triana op de westelijke oever. Oorspronkelijk was het een voetgangersbrug maar vanaf 2004 werd ze ook voor wegverkeer opengesteld.
Van noord naar zuid: Alamillobrug · Puente de la Barqueta · Pasarela de la Cartuja · Puente del Cristo de la Expiración · Puente de Isabel II · Puente de Alfonso XIII (voormalig) · Puente de San Telmo · Puente de los Remedios · Puente del V Centenario